# 49-й саммит G7
49-й саммит «Большой семерки» (G7) — международная встреча на высшем уровне, проходившая 19—21 мая 2023 года в Хиросиме, Японии.

## Участники
Саммит 2023 года стал первым для премьер-министра Великобритании Риши Сунака и премьер-министра Италии Джорджи Мелони.
| Страна           | Представитель        | Должность             |
| Канада           | Джастин Трюдо        | Премьер-министр       |
| Франция          | Эмманюэль Макрон     | Президент             |
| Германия         | Олаф Шольц           | Канцлер               |
| Италия           | Джорджа Мелони       | Премьер-министр       |
| Япония           | Фумио Кисида         | Премьер-министр       |
| Великобритания   | Риши Сунак           | Премьер-министр       |
| США              | Джо Байден           | Президент             |
| Европейский союз | Урсула фон дер Ляйен | Председатель комиссии |
| Европейский союз | Шарль Мишель         | Председатель совета   |

- Премьер-министр Канады Джастин Трюдо
- Президент Франции Эмманюэль Макрон
- Федеральный канцлер Германии Олаф Шольц
- Премьер-министр Италии Джорджа Мелони
- Премьер-министр Японии Фумио Кисида
- Премьер-министр Великобритании Риши Сунак
- Президент США Джо Байден
- Председатель Европейской комиссии Урсула фон дер Ляйен
- Председатель Европейского совета  Шарль Мишель

## Приглашённые участники
- Премьер-министр Австралии Энтони Албаниз
- Президент Коморы Ассумани, Азали
- Премьер-министр Острова Кука Браун, Марк
- Премьер-министр Индии Нарендра Моди
- Президент Республика Корея Юн Сок Ёль
- Президент Украины Владимир Зеленский
- Премьер-министр Вьетнама Фам Минь Тинь

## События, ведущие к саммиту
Саммит 2023 года посвящён расширению НАТО, а также вступлению Украины в этот военно-политический блок.